# 日本歯科材料器械学会
日本歯科材料器械学会（にほんしかざいりょうきかいがっかい、Japan Research Society of Dental Materials & Appliances）とは、かつて存在した歯科理工学を取り扱う専門学術団体の一つ。1982年に歯科理工学会と統合して日本歯科理工学会を設立、活動を停止した。日本歯科医学会の専門分科会であった。

## 概要
1951年に設立。1960年には歯科基礎医学会、日本歯科保存学会、日本補綴歯科学会、日本口腔外科学会、日本矯正歯科学会、日本口腔衛生学会と共に専門分科会として日本歯科医学会を組織した。その後、同じ歯科理工学を取り扱う歯科理工学会との合併が決まり、1982年に日本歯科理工学会を設立、日本歯科材料器械学会は活動を停止した。

## 学会誌
- 『日本歯科材料器械学会雑誌』 年4回刊 ISSN 0369-4380 1982年廃刊

## 加盟団体
- 日本歯科医学会

## 関連事項
- 歯学／歯科
- 歯科理工学／歯科補綴学
- 学会の一覧／研究会